# Brachionichthys hirsutus
Il Pesce dalle mani maculato (Lacépède, 1804) è un pesce osseo marino  della famiglia Brachionichthyidae, endemico dell'Australia.

## Descrizione

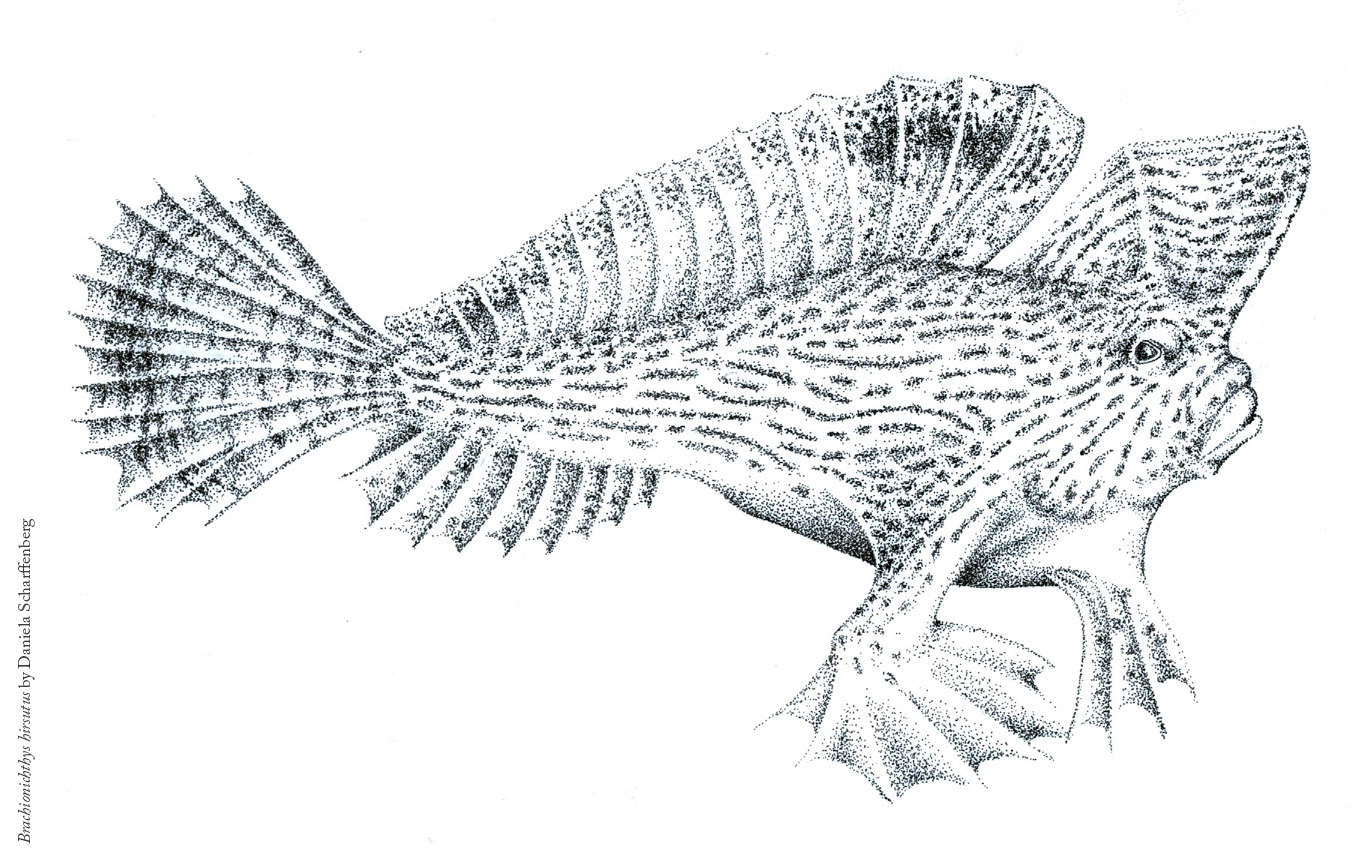

È un pesce di piccole dimensioni, che raggiunge la lunghezza di 15 cm.
La sua livrea varia dal giallo al marrone chiaro, con numerose piccole macchie o sottili striature di colore marrone scuro, più accentuate sulla pinna caudale dove formano una banda più scura. Il corpo è interamente ricoperto da squame ravvicinate e non embricate, dotate di corte spinule. La prima pinna dorsale, posizionata molto anteriormente sul capo, ha il primo raggio libero (cosiddetto illicio), più sottile e leggermente più corto dei successivi. Le pinne pettorali hanno estremità palmate che ricordano una mano umana.

## Biologia

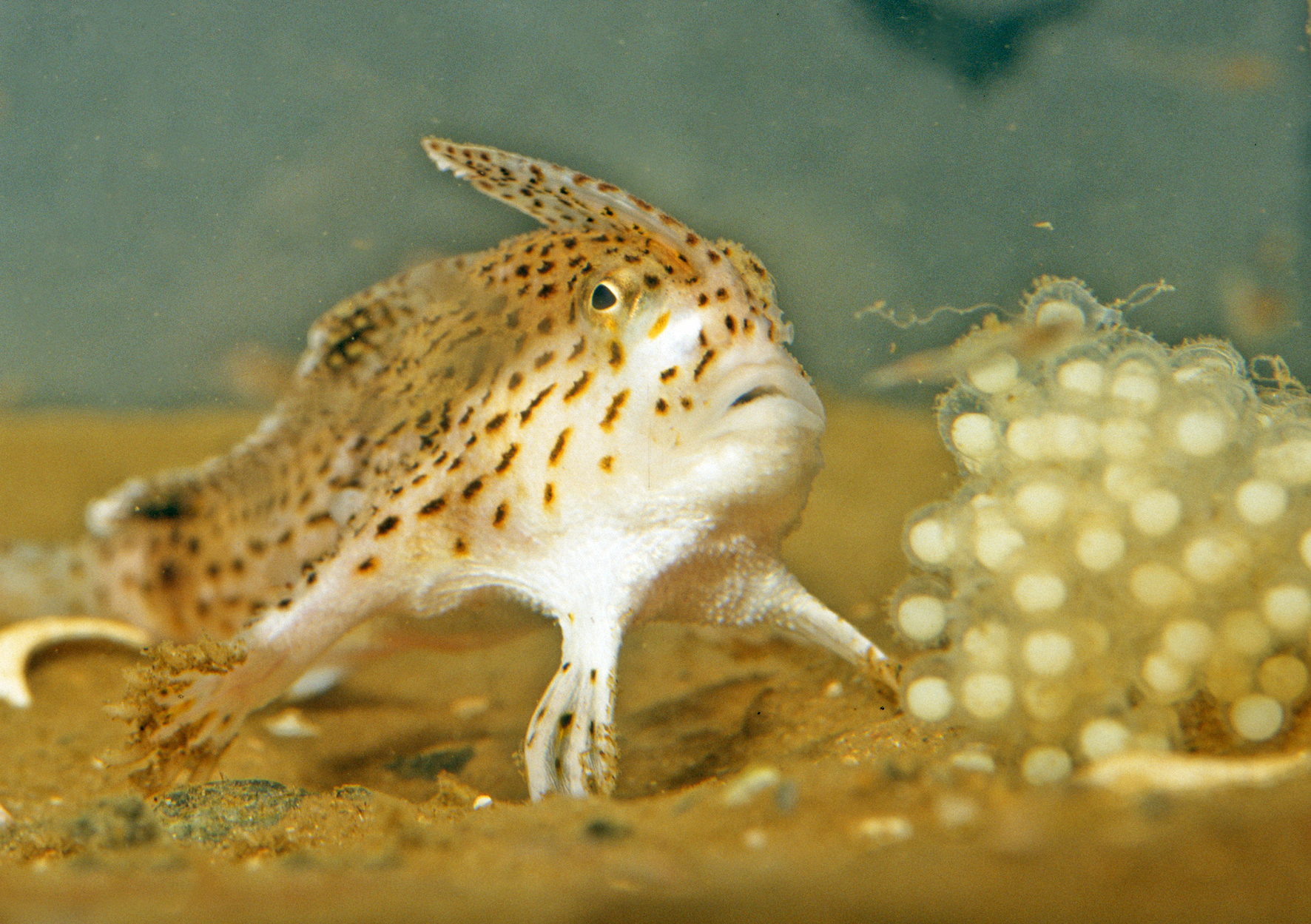
Femmina di B. hirsutus con le uova

È un pesce bentonico, che utilizza le pinne pettorali e pelviche per spostarsi sul fondo marino, preferendo "camminare" lentamente con tali pinne anziché nuotare.

### Alimentazione
Si nutre di piccoli molluschi, gamberi e vermi policheti.

### Riproduzione
Le femmine depositano una massa di circa 80-250 uova, che vengono successivamente fecondate dal maschio. Le masse di uova vengono fissate alla base di un organismo sessile ancorato al fondale, spesso un ascidia del genere Sycozoa, ma anche spugne o alghe; le femmine continuano a proteggere le uova sino alla schiusa, che avviene dopo circa 7-8 settimane.

## Distribuzione e habitat
È un endemismo ristretto alle acque del mar di Tasman, in corrispondenza dell'estuario del fiume Derwent  (Tasmania sud-orientale).

## Conservazione
La Lista rossa IUCN classifica Brachionichthys hirsutus come specie in pericolo critico di estinzione (Critically Endangered).
La specie è protetta dal Tasmanian Living Marine Resources Management Act del 1995, che ne proibisce la raccolta.